# بخش وانناس
بخش وانناس (به سوئدی: Vännäs kommun) یک ناحیه شهری در سوئد است که در شهرستان وستربوتن واقع شده‌است.